# Шарл Лоазо
Шарл Лоазо (фр. Charles Loiseau; 1861 - 1945) је био француски писац и новинар.

## Породица
Био је муж Еугеније Војновић, ћерке Константина Војновића и Марије Сераљи. Вјенчао их је 7./19. марта 1890. у Загребу у цркви Светог Марка бискуп Штросмајер. Дјеца су им била Фредерик (Frédéric-Jean), Иван, Коста (Кostia) и Марија-Јелена (Marie-Hélène).

## О Балкану
Штросмајеру понекад његове посјете нису биле миле због просјачења - тражења новца. Када је 1898. у Паризу објавио књигу La Balkan slave et la crise austrichienne и у њој писао о споразуму 1866. између кнеза Михаила и бискупа Штросмајера о сарадњи уједињења Јужних Словена, изазвао је буру против бискупа, о чему је писао загребачки Обзор 18. јуна, 6. јула и 14. августа 1898., с циљем да оспори истинитост његових навода. То је демантовано и у монографији о бискупу Штросмајеру. У свом дјелу, Лоазо је писао и о преговорима око конкордата Ватикана и Србије.  По Љубомиру Дурковићу Јакшићу, Лоазо се показао као пријатељ Срба. 
О Црногорцима је за француске медије изнео став да Црногорац није ништа друго до Србин, који је одрастао по врлетима балканских планина, један тип са засебним именом. Ту његову изјаву је пренио цетињски лист Глас Црногорца у априлу 1913. године. Глас Црногорца је у том чланку, насловљеном са Црногорска душа, писао да је Лоазо имао сусрет са угледном личношћу из Црне Горе, а да се тема њиховог разговора тицала душевног стања народа из Црне Горе. По његовим сазнањима са тадашњег Цетиња, писао је да Срби из Црне Горе дијеле са осталим Србима, исто етничко поријекло, језик, религију, обичаје и литературу. Црногорци су му чисти Срби – само један тип српске расе који је одрастао у планинским крајевима.

## Дјела
- La Balkan slave et la crise austrichienne (1898), Париз.